# Afganos en Pakistán
Afganos en Pakistán (en urdu: پاکستان میں افغان‎), constituyen principalmente refugiados que han huido de las sucesivas guerras en Afganistán, pero también hay un pequeño número de solicitantes de asilo, trabajadores migrantes, comerciantes, empresarios, estudiantes de intercambio y diplomáticos. La mayoría nació y se crio en Pakistán y tiene menos de 30 años, pero aún está considerados ciudadanos de Afganistán. Están bajo la protección del Alto Comisionado de las Naciones Unidas para los Refugiados (ACNUR), y se les ha otorgado estatus legal en Pakistán hasta finales de 2017.
La primera ola de refugiados afganos a Pakistán comenzó durante la guerra de Afganistán-URSS a fines de la década de 1970. A fines de 2001, había más de cuatro millones. La mayoría ha regresado a Afganistán a partir de la caída del régimen talibán en el 2001. La ACNUR informó en febrero de 2017 que alrededor de 1,3 millones de ciudadanos afganos registrados aún permanecían en Pakistán, distribuidos de la siguiente manera: Jaiber Pastunjuá (62 por ciento); Baluchistán  (20 por ciento), Punjab (10 por ciento); Sind (4 por ciento) e Islamabad (2 por ciento).
Se trata principalmente de pastúnes de Afganistán, seguidos de tayikos, hazaras, uzbekos, baluchi y turcomanos. En marzo de 2012, Pakistán prohibió las extensiones de visado para todos los extranjeros. En septiembre de 2018, el primer ministro paquistaní Imran Khan sorprendió a todos y anuncio, el compromiso de otorgar la ciudadanía a 1,5 millones de refugiados afganos residentes en Pakistán. Sin embargo, esta promesa no se cumplió.

## Historia y migración

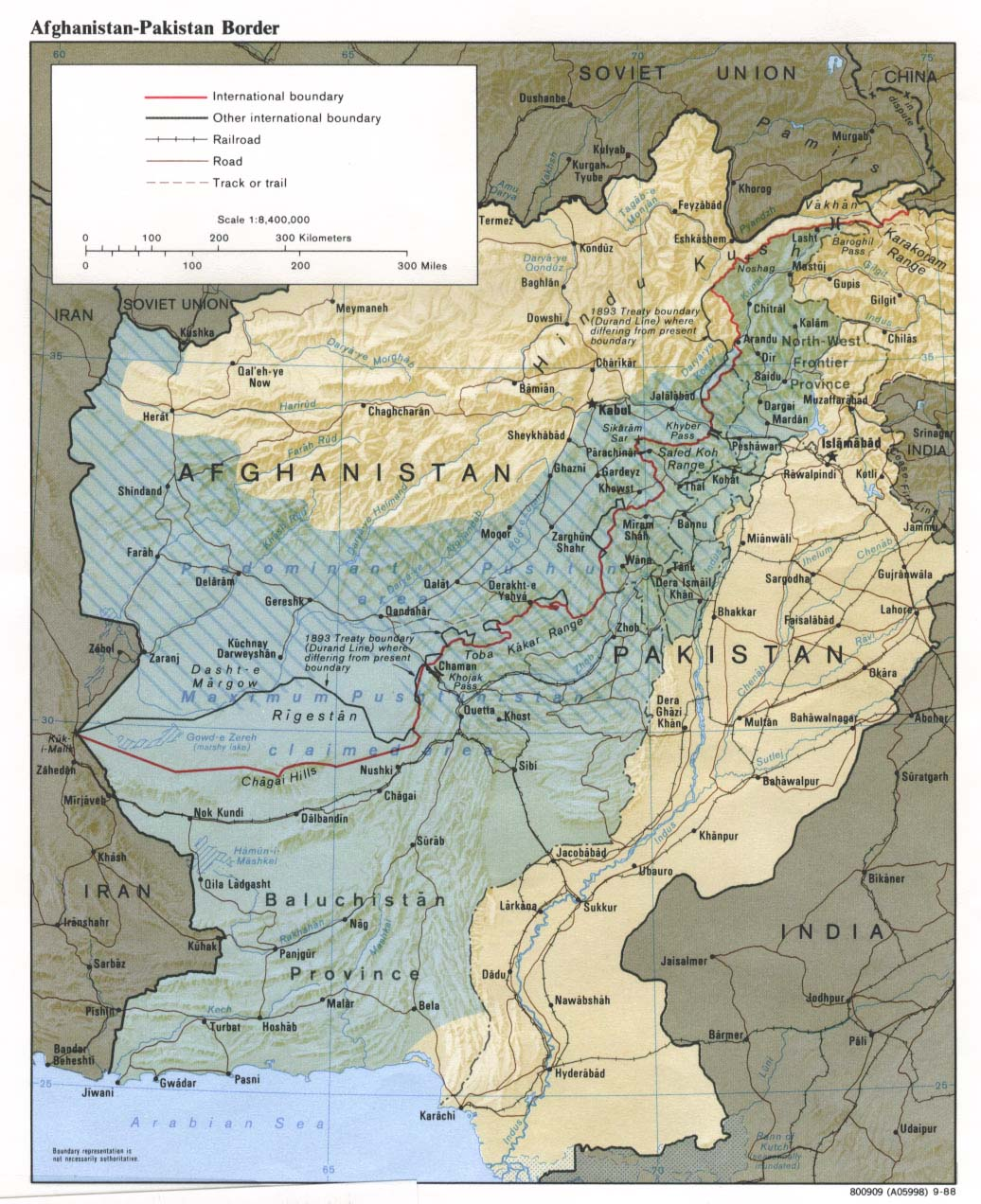
La frontera entre Afganistán y Pakistán es la Línea Durand. Casi todos los campos de refugiados afganos están ubicados en Jaiber Pastunjuá y Baluchistán, en Pakistán, y en las Áreas tribales pakistaníes (en azul).

Los afganos han emigrado de Afganistán a lo que ahora es Pakistán desde al menos la época de los Ghaznavids en el siglo X. Antes de mediados del siglo XIX, Afganistán fue reconocido como el Imperio durrani y gobernado por una sucesión de reyes afganos con sus capitales en Kandahar, Kabul y Peshawar. En su revisión de 1857 de La guerra afgana de John William Kaye, Friedrich Engels describió Afganistán como:

... un extenso país de Asia ...entre Persia y las Indias, y en la otra dirección entre el Hindu Kush y el Océano Índico. Anteriormente incluía las provincias persas de Khorassan y Kohistan, junto con Herat, Baluchistán, Cachemira, y Sinde, y una parte considerable del Punyab ... Sus principales ciudades son Kabul, la capital, Gazni, Peshawar y Kandahar.

La interacción y la migración de los nativos de la región fueron comunes. Después de la segunda guerra anglo-afgana, la Línea Durand de finales del siglo XIX demarcó las esferas de influencia de Mortimer Durand de la India británica y el emir afgano Abdur Rahman Khan. El acuerdo, (de una página) de 1947, que puso fin a la interferencia política más allá de la frontera entre Afganistán y el Imperio Indio Británico, heredado por Pakistán en 1947, dividió a las tribus pastún y baluchi.
Durante la guerra afgana-soviética de la década de 1980, muchos afganos abandonaron su país. Como resultado de los disturbios políticos, detenciones masivas, ejecuciones y otras violaciones de derechos humanos y la guerra civil, unos tres millones de refugiados afganos escaparon a Pakistán y unos dos millones a Irán. La migración comenzó en diciembre de 1979 (cuando la Unión Soviética invadió Afganistán con más de 100.000 soldados) y continuó durante la década de los 80. A finales de 1988, alrededor de 3,3 millones de refugiados afganos estaban alojados en 340 campos de refugiados a lo largo de la frontera entre Afganistán y Pakistán en Jaiber Pastunjuá. The New York Times informó en noviembre de 1988 que unos 100.000 refugiados vivían en Peshawar y más de dos millones vivían en Jaiber Pastunjuá (conocida en ese momento como la Provincia de la Frontera del Noroeste). En las afueras de Peshawar, el campo de Jalozai era uno de los campos de refugiados más grandes de la Provincia de la Frontera del Noroeste.
Según una investigación, los refugiados eran aquellos que "provenían de familias políticamente prominentes y ricas con activos personales y comerciales fuera de Afganistán; un pequeño grupo que llegó con activos que podían traer consigo, como camiones, automóviles y fondos limitados, y que se ha desenvuelto relativamente bien en Pakistán integrándose en la nueva sociedad y participando con éxito en el comercio; aquellos refugiados que vinieron de las filas de los "bien educados" e incluyen profesionales como médicos, ingenieros y maestros; refugiados que escaparon con enseres domésticos y rebaños de ovejas, ganado y yaks, pero en su mayor parte deben ser ayudados a mantenerse; el quinto y el grupo más grande, que constituyó alrededor del 60 por ciento de los refugiados, fueron afganos comunes que llegaron sin nada y dependían en gran medida de los esfuerzos de Pakistán e internacionales para su sustento".
Después de los ataques del 11 de septiembre, cuando las fuerzas lideradas por Estados Unidos comenzaron a bombardear objetivos de al-Qaeda y los talibanes en Afganistán, un pequeño número de afganos huyó a Pakistán. Entre ellos se encontraban grupos militantes extranjeros (al-Qaeda), miembros locales del talibán y civiles afganos que temían verse atrapados en los atentados. A finales de 2001 había unos cinco millones de refugiados afganos en Pakistán, incluidos los nacidos en Pakistán durante los 20 años anteriores. La diáspora afgana en Pakistán era el grupo más grande de afganos que vivían fuera del país en ese momento. Se proyectó que el número aumentaría debido a la intervención liderada por Estados Unidos y la OTAN.

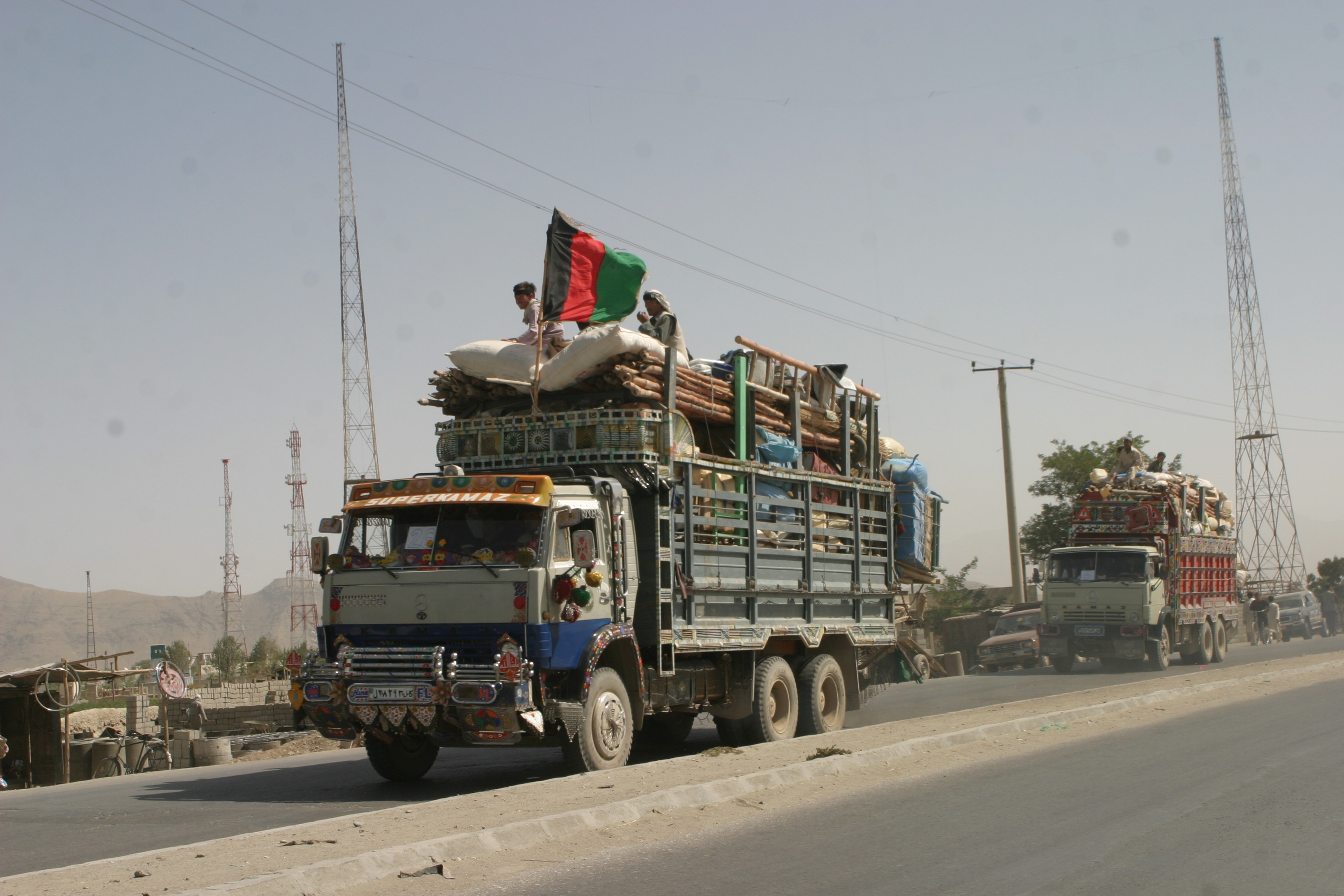
Afganos que regresan a Afganistán en 2004

### Repatriación de ACNUR
En 2016, más de 4,3 millones de afganos fueron repatriados desde Pakistán a través de ACNUR desde marzo de 2002.
 Según el Censo de afganos en Pakistán, un informe de 2005 del Ministerio de Estados y Regiones Fronterizas de Pakistán, el desglose étnico de los afganos en Pakistán era pastúnes (81,5 por ciento), tayikos (7,3 por ciento), uzbecos (2,3 por ciento), hazara (1,3 por ciento), Turcomanos (2 por ciento), balochi (1,7 por ciento) y otros (3,9 por ciento). El gobierno de Pakistán recibe US$ 133 millones por año (US$ 78 por persona) de ACNUR por albergar afganos.
En 2005, el gobierno de Pakistán comenzó a registrar afganos, y el número de afganos registrados fue de 2,15 millones en febrero de 2007. Recibieron tarjetas de "prueba de registro" generadas por computadora con características biométricas, similares a la documento de identidad nacional computarizada de Pakistán pero con "ciudadano afgano" en el anverso.
Más de 357.000 afganos fueron repatriados desde Pakistán en 2007, y también fueron repatriados entre marzo y octubre de cada año posterior. Según los informes, el gobierno afgano les entregaría tierras a los repatriados para que construyeran una casa, y cada persona recibió un paquete de viaje por valor de unos US$ 100 (que se aumentó a US$ 400). Aproximadamente el 80 por ciento de los repatriados procedían de Jaiber Pastunjuá, 11 por ciento de Balochistan, 3 por ciento de Sind y el 4 por ciento restante del resto del país.
En junio de 2010, Pakistán ratificó la Convención contra la tortura y otros tratos o penas crueles, inhumanas o degradantes, que prohíbe a los Estados miembros deportar, extraditar o devolver a personas cuando haya motivos para creer que serán torturadas. El gobierno de Jaiber Pastunjuá ha incrementado sus esfuerzos hacia una deportación a gran escala de refugiados afganos de la provincia. El ministro afgano de refugiados y repatriación anunció que su ministerio establecería 48 ciudades en Afganistán para los refugiados que regresan de Pakistán e Irán.
Entre 2010 y finales de 2012, se informó que 229.000 refugiados afganos regresaron de Pakistán. Algunos funcionarios paquistaníes han estimado que 400.000 afganos no registrados pueden estar viviendo en ese país.
Un total de 380.884 refugiados afganos salieron de Pakistán hacia Afganistán en 2016. La mayoría nació y se crio en Pakistán, pero todavía se cuenta como ciudadanos de Afganistán. ACNUR informó en febrero de 2017 que alrededor de 1,3 millones de afganos registrados, aún permanecían en Pakistán. Se les permite trabajar, alquilar una vivienda, viajar y asistir a la escuela en el país hasta finales de 2017. Un pequeño número de refugiados son solicitantes de asilo que esperan ser reasentados en América del Norte, Australia y la Unión Europea.

### Nuevas reglas de cruce de fronteras
Varios personas que tienen Pasaporte afgano viajan a Pakistán con una visa por una variedad de razones, incluidas visitas familiares, negocios, fines médicos, competiciones deportivas, educación, turismo o para visitar embajadas extranjeras. La visa, gratuita, suele tener una validez de tres meses.
Desde la década del 80, los afganos y paquistaníes estaban acostumbrados a cruzar la frontera entre sus países sin pasaportes o visas. En marzo de 2012, Pakistán finalizó su programa de extensión de visas. En enero de 2017, Pakistán y Afganistán prohibieron la entrada a sus países sin un pasaporte y visa válidos, y Pakistán ha introducido un "régimen de visas para diferentes categorías de ciudadanos afganos".

## Demografía

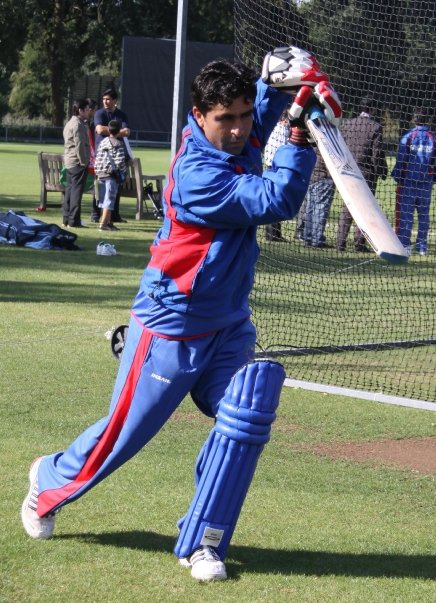
Hasti Gul, miembro del equipo nacional de cricket de Afganistán, vivía en Peshawar.

La mayoría de los afganos se encuentran en áreas dominadas por pastúnes de Pakistán, que incluyen Jaiber Pastunjuá, las áreas tribales administradas federalmente y la ciudad de Quetta en el norte de Baluchistán. Existen comunidades más pequeñas en Karachi, Rawalpindi, Islamabad y Lahore.
El 85 por ciento de los refugiados afganos en Pakistán son pastunes y el 15 por ciento restante son uzbecos, tayikos y miembros de otros grupos étnicos. Jaiber Pastunjuá alberga la mayor población de refugiados afganos (62,1 por ciento), seguida de Baluchistán (20,3 por ciento), Punjab (11 por ciento), Sindh (4,2 por ciento), Islamabad (dos por ciento) y Azad Cachemira (0,4 por ciento).

### Jaiber Pastunjuá
Durante la guerra afgana-soviética de la década de 1980, Peshawar fue un centro para refugiados afganos. Solo el campo de refugiados de Jalozai acogió a una población afgana de aproximadamente 100.000 habitantes durante las elecciones de 1988, cuando Benazir Bhutto hizo campaña por la candidatura de Primer ministro de Pakistán. Peshawar asimiló a muchos pastúnes afganos con relativa facilidad, ya que la ciudad comparte lazos históricos y culturales con Afganistán, y la ciudad se convirtió en el hogar de muchos músicos y artistas afganos.

### Baluchistán
Después de Peshawar, Quetta tiene el segundo porcentaje más alto de refugiados afganos (20 por ciento). La mayoría de los afganos en Quetta se dedican a los negocios y trabajan en la ciudad. Baluchistán comparte datos demográficos con Afganistán, y muchos refugiados han emigrado a la provincia por vínculos étnicos que las vincula. Un censo de 2005 de afganos en Baluchistán indicó que la gran mayoría eran pastúnes, seguidos de uzbecos, tayikos, baluchis, hazaras y turcomanos. Quetta tiene la mayor concentración de hazaras fuera de Afganistán, con base en áreas como la ciudad de Hazara. Debido a los disturbios sociales y la persecución hazara, los refugiados afganos están tratando de reasentarse en otros países como Australia.
La primera oleada de hazaras afganos llegó durante la guerra soviética de la década de 1980 y llegaron más personas que huían de la persecución del régimen talibán a mediados de  la década de los 90. Forjaron vínculos más estrechos con hazara paquistaníes que los ayudaron, cuyos antepasados habían llegado durante el reinado del emir Abdur Rahman Khan a finales del siglo XIX (cuando Quetta era parte de Afganistán); estos hazaras paquistaníes tienen cierta influencia en el gobierno de Baluchistán. En lugar de vivir en campamentos  o campos de refugiados, muchos hazaras se han asentado en ciudades.

### Sindh
Según ACNUR y las fuerzas del orden locales, alrededor de 50.000 refugiados afganos vivían en Sindh en 2009. Un portavoz del ACNUR dijo: Sindh alberga a unos 50.000 refugiados afganos y la mayoría de ellos se quedan en Karachi. La policía solo puede actuar contra los afganos no registrados, cuyo número es muy pequeño en Karachi., dijo un alto funcionario de la policía de Karachi. En Karachi, los afganos se encuentran principalmente en los suburbios dominados por pastúnes, como Sohrab Goth.

### Islamabad Capital
Antes de 2006, unos 25.000 afganos vivían en un campo de refugiados en el Territorio de la capital pakistaní Islamabad. El campamento se cerró, sus refugiados se reubicaron y, según los informes, 7.335 afganos vivían en Rawalpindi. En 2009, se informó que ACNUR ayudó a unos 3.000 refugiados a trasladarse de los barrios marginales de Islamabad a una parcela de tierra sin desarrollar en un cinturón verde en el borde de la ciudad.

### Punjab
Se estima que 150.000 afganos viven en la provincia de Punjab en Pakistán. En junio de 2007, la Autoridad Nacional de Registro y Base de Datos registró 16.439 afganos en la ciudad de Lahore, en el este de Pakistán, su número se había informado en alrededor de 7.000 en octubre de 2004. Según los informes, los afganos pobres comenzaron a partir hacia Afganistán en octubre de 2001 para luchar contra la invasión estadounidense de Afganistán, y otros afganos llegaron a Lahore para escapar del bombardeo de Afganistán dirigido por Estados Unidos.

### Cachemira y Gilgit-Baltistán
Durante la década de 1980, alrededor de 13.000 afganos emigraron a ciudades en Azad Cachemira. Según un artículo de 2011 en periódico pakistaní The News International, los afganos y otros extranjeros en Azad Kashmir eran percibidos como un riesgo para la seguridad. En 2015, había 11.000 afganos no registrados refugiados en Azad Kashmir que se enfrentaban a una posible expulsión o deportación. Históricamente, los grupos étnicos afganos del Corredor de Wakhan han emigrado a la región de Gilgit-Baltistán en el norte de Pakistán.

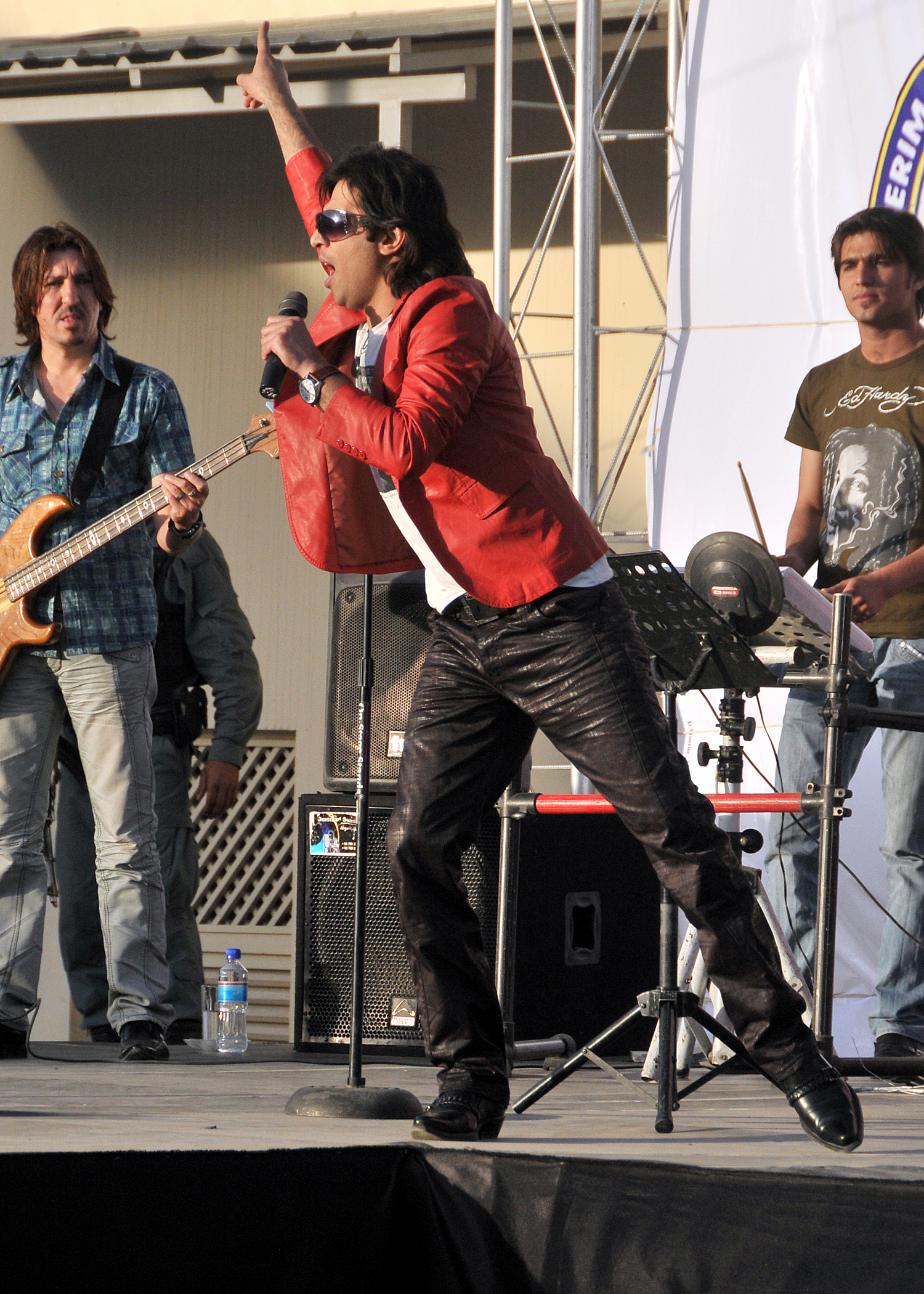
Aryan Khan, una personalidad de televisión en Afganistán, vivía en Pakistán.

## Sociedad
Aunque la mayoría de los afganos viven en campos de refugiados cerca de la frontera entre Pakistán y Afganistán y tienen poco contacto con la sociedad y la cultura paquistaníes, algunos viajan a ciudades cercanas por motivos de trabajo u otros fines. La población de Pakistán era de unos 180 millones en 2012, lo que lo convierte en el sexto país más poblado del mundo. Debido a los disturbios políticos en Pakistán, las crisis energéticas, el desempleo y las tensas relaciones entre Pakistán y Afganistán, los inmigrantes afganos se consideran una carga económica y social adicional para Pakistán. Según el exministro paquistaní Abdul Qadir Baloch en 2013, Pakistán había gastado más de US$ 200 mil millones en refugiados afganos en los últimos 30 años y no podía afrontar la carga económica. Con la población pakistaní, los refugiados afganos se vieron afectados por el terremoto de 2005 y las inundaciones de 2010.
Los afganos que emigraron a Pakistán después de la invasión soviética están asentados en el país y enfrentarían problemas socioeconómicos para regresar a Afganistán, incluida la dificultad para encontrar refugio y trabajo. Los refugiados de segunda y tercera generación, nacidos y criados en Pakistán, no podrían asimilarse fácilmente en Afganistán.

### Cultura y relaciones con la sociedad pakistaní
Debido a las conexiones históricas, étnicas y lingüísticas, los inmigrantes afganos en Pakistán encuentran relativamente fácil adaptarse a las costumbres y la cultura locales y hay pocos obstáculos para la transición y asimilación en la sociedad en general; El choque cultural para los pastúnes afganos es relativamente pequeño en partes de la provincia noroccidental de Jaiber Pastunjuá y en el norte de Baluchistán, una provincia del sudoeste de Pakistán que limita con Irán y Afganistán; de manera similar, los hazaras de Afganistán pueden asimilarse fácilmente debido a la presencia de hazaras en Baluchistán. Sin embargo, este no es el caso de los tayikos y otros farsiwans de Afganistán. Un número creciente de inmigrantes afganos ha aprendido el urdu, el idioma nacional de Pakistán, como segundo o tercer idioma y lo habla con fluidez.
Muchos afganos nacidos y criados en Pakistán se identifican como pakistaníes y se refieren a Pakistán como su hogar. Participan en festividades nacionales y otras ocasiones, incluidas las celebraciones del Día de la Independencia.
Las comunidades afganas conservan y preservan sus valores, tradiciones y costumbres culturales, a pesar de años de lucha y de las difíciles condiciones socioeconómicas en Afganistán.

### Educación y economía
Al menos el 71 por ciento de los afganos registrados no tenía educación formal y solo el 20 por ciento estaba en el mercado laboral. A pesar de las dificultades económicas y los desafíos en Pakistán, muchos afganos no están dispuestos a regresar en un futuro cercano y citan preocupaciones de seguridad y la falta de vivienda y trabajo en Afganistán. Aproximadamente 6.500 afganos estudiaron en universidades paquistaníes en 2011, y 729 estudiantes de intercambio recibieron becas del gobierno de Pakistán. Varias escuelas afganas en todo Pakistán educan a miles de niños refugiados afganos. Los afganos más ricos viven en ciudades, alquilan casas, conducen automóviles, trabajan en oficinas o dirigen sus propios negocios; sus hijos están matriculados en mejores escuelas y universidades. Muchos reciben remesas de familiares o amigos que viven en el extranjero, miles de propietarios y trabajadores de Kennedy Fried Chicken en el este de los Estados Unidos transfieren dinero cada mes a sus familias extendidas en Pakistán. Los afganos que trabajan por cuenta propia en Pakistán suelen participar en el negocio de las alfombras afganas, restaurantes y panaderías afganas (elaboración y venta de pan afgano), comercio internacional, venta de automóviles o pequeñas tiendas. Varios afganos participan en los medios de comunicación y el entretenimiento de Pakistán como presentadores de televisión, actores y presentadores de noticias. Najiba Faiz, originaria de Kunduz, es popular en AVT Khyber y otras estaciones. Algunos afganos conducen taxis o venden frutas y otros productos, y otros trabajan en hoteles de cinco estrellas como el Serena y el Marriott. Muchos trabajan en fábricas o como empleados de comerciantes paquistaníes.] Según un informe de 2007, los afganos estaban dispuestos a trabajar por salarios más bajos que el promedio de Pakistán. La mano de obra afgana es común en el transporte y la construcción.
La mayoría de los afganos no pagaron impuestos mientras vivían en Pakistán, una preocupación económica En Peshawar, 12.000 ciudadanos afganos tenían negocios sin pagar impuestos. Para abordar estas preocupaciones, la Junta Federal de Ingresos implementó medidas para gravar a los comerciantes afganos.

### Críquet
El cricket en Afganistán ha sido promovido por afganos repatriados, quienes fueron influenciados por el juego mientras vivían en Pakistán, la mayoría de los jugadores del equipo nacional de cricket de Afganistán son ex refugiados. Los equipos de cricket afganos, tal como los guepardos afganos, participan con frecuencia en los torneos nacionales de Pakistán.

### Persecución y discriminación
Los afganos que viven en Pakistán son vulnerables a la persecución, y a menudo son blanco de las autoridades paquistaníes. Después de la masacre en la escuela de Peshawar de 2014 por miembros del Tehrik-i-Taliban de Pakistán, el gobierno de Pakistán decidió deportar a decenas de miles de refugiados afganos. La tensión en las relaciones entre Pakistán y Afganistán y las relaciones de Afganistán con la India también han contribuido al sentimiento anti-afgano.

## Salud
Los refugiados afganos en Pakistán reciben ayuda del ACNUR, UNICEF, la Organización Mundial de la Salud, USAID y otras agencias de ayuda y ONGs. La mayoría de los refugiados viven en áreas rurales y en las afueras de las áreas urbanas en Pakistán debido a costos de vida más baratos. También tienen un acceso limitado a las instalaciones de atención médica, lo que los hace más vulnerables a diversas infecciones y enfermedades. Además, el movimiento de personas de un lugar a otro sirve como fuente de dispersión de infecciones a nuevas áreas.

### Enfermedades transmisibles y no transmisibles
Cuando los refugiados transitan de una región no endémica a una región endémica, son más susceptibles a las enfermedades locales en comparación con la población nativa, ya que no son inmunes a las cepas del lugar. La carga de enfermedades transmisibles y no transmisibles es el doble en Pakistán, ya que actualmente está atravesando una transición epidemiológica. Según el Comisionado de Refugiados Afganos, Jaiber Pastunjuá, la mayoría de las muertes entre los refugiados afganos se deben a problemas cardiovasculares. Se espera que el riesgo de diversas afecciones de salud, como enfermedades cardiovasculares y diabetes, sea mayor entre los refugiados debido a la inanición. La tasa total de pacientes cardíacos es de 6.67/1000. El estrés es un factor de riesgo importante ya que la migración implica la ruptura de la relación con la familia, los amigos, la cultura y las interacciones sociales. Las infecciones más prevalentes en la población de refugiados en Pakistán son las infecciones del tracto respiratorio (48,05%). Considerando que, las enfermedades de la piel y la diarrea afectan colectivamente al 21,08% de los refugiados afganos.
| Causas de Muerte              | 2012 | 2013 | 2014 | 2015 | 2016 |
| ----------------------------- | ---- | ---- | ---- | ---- | ---- |
| Enfermedades respiratorias    | 219  | 215  | 265  | 228  | 219  |
| Diarrea acuosa                | 15   | 16   | 44   | 49   | 6    |
| Disentería                    | 73   | 2    | 13   | 8    | 9    |
| Sarampión                     | 1    | 1    | 7    | 3    | 2    |
| Enfermedades cardiovasculares | 380  | 386  | 403  | 391  | 336  |
| TB                            | 4    | 2    | 1    | 3    | 0    |
| Hepatitis                     | 36   | 45   | 56   | 47   | 38   |
| Tifoidea                      | 12   | 15   | 14   | 14   | 5    |
| Otras                         | 831  | 1027 | 963  | 851  | 801  |

La siguiente tabla muestra el número de muertes por año debido a la carga de enfermedad desde el año 2012 al  2016. 

### Salud maternal
La mortalidad materna representan una carga sustancial de mortalidad entre las mujeres refugiadas afganas. Debido a complicaciones relacionadas con el embarazo o el parto, cada año mueren más de medio millón de mujeres.
Según las defunciones registradas en el censo, entre el 20 de enero de 1999 y el 31 de agosto de 2000, la mayoría de las mujeres en edad reproductiva muere por causas maternas.
| Indicador                                                      | Refugiados afganos, (tasa [IC del 95%]) |
| -------------------------------------------------------------- | --------------------------------------- |
| Tasa de mortalidad materna (por 100.000 nacidos vivos)         | 291 (181–400)                           |
| Riesgo de por vida de muerte materna                           | 1 in 50 (36–81)                         |
| Tasa de mortalidad neonatal (por 1.000 nacidos vivos)          | 25 (22–28)                              |
| Tasa de mortalidad infantil (por cada 1.000 nacidos vivos)     | 42 (38–46)                              |
| Tasa total de mortinatos (por 100 nacidos vivos y mortinatos)  | 1·6 (1·4–1·9)                           |
| Tasa bruta de natalidad (por 1.000 habitantes)                 | 43 (42–44)                              |
| Tasa general de fecundidad (por 1.000 mujeres de 15 a 49 años) | 195 (191–199)                           |

1 / ([muertes maternas / mujeres de 15 a 49 años])

### Tuberculosis
Pakistán se encuentra entre los cinco principales países con una alta tasa de tuberculosis. En 2011, el Programa Nacional de Control de la Tuberculosis logró una tasa de detección del 64% de casos de tuberculosis en Pakistán. En los refugiados afganos se notificaron un total de 541 nuevos casos de tuberculosis durante los años 2012-2015; sin embargo, no se han registrado casos  entre 2016 y 2018.

### Malaria
Varias partes de Jaiber Pastunjuá son regiones endémicas de malaria. El control de la malaria sigue siendo un desafío, ya que desarrolla resistencia contra los insecticidas y antipalúdicos en uso. La migración de 3 millones de refugiados afganos a Pakistán fue vulnerable porque se asentaron en regiones endémicas de malaria. Se notificaron un total de 10.710 casos de malaria entre el año 2012 y 2018, con un total de tres muertes por malaria. Sorprendentemente, solo se notificaron tres muertes relacionadas con la malaria en el lapso de 7 años, aunque el número de casos positivos fue bastante alto. Esto puede deberse a que no se notifican las muertes causadas por la malaria y el número real podría ser alto.

### Polio
La campaña mundial para eliminar la poliomielitis, que se ha prolongado durante los últimos 31 años y ha gastado más de 16.000 millones de dólares, se ha visto frenada nuevamente por los nuevos casos notificados en Pakistán y Afganistán. En 2019 hubo un total de 42 casos de parálisis de polio en los dos países. Pakistán y Afganistán forman un solo bloque epidemiológico con un movimiento transfronterizo regular, que mantiene el flujo del poliovirus en ambas direcciones de la frontera. El movimiento de personas que cruzan la frontera en gran medida ha sido sin control o sin chequear. En 2015, la mayoría de los casos notificados de poliomielitis en Afganistán procedían de la provincia de Nangarhar, que limita con Pakistán, y estaban relacionados genéticamente con casos en Pakistán. Todos los casos de poliomielitis en estas zonas fronterizas se registran en la población móvil, especialmente en la población desplazada que regresa. Entre los refugiados afganos en Pakistán, solo se notificó un caso de poliomielitis en junio de 2016 en un niño refugiado de 2 años que se negó a regresar de Afganistán. El porcentaje de cobertura de inmunización en niños entre los refugiados afganos fue del 100% entre 2012 a 2018. Solo fue posible gracias a los esfuerzos del programa de inmunización del Gobierno de Pakistán.

#### Un homenaje a los trabajadores de primera línea
Los trabajadores de primera línea son el personal y los socios del programa contra la poliomielitis. A sabiendas, se exponen a sufrir violencia, intimidación, acoso e incluso la muerte. A pesar de los bajos niveles de remuneración, continúan mostrando niveles sobresalientes de coraje, compromiso y determinación. Se enorgullecen de su trabajo y se esfuerzan por garantizar la calidad y el máximo alcance posible del programa.

### Salud mental
Aproximadamente dos millones de afganos padecen enfermedades mentales. Los más comunes entre estos son: depresión, ansiedad, trastorno de adaptación, trastorno psicosomático y trastorno por estrés postraumático. También se ha informado de la prevalencia de problemas mentales entre los niños refugiados. Las presentaciones más comunes en la clínica local son dolores y molestias médicamente inexplicables. La tasa observada de trastornos psicológicos en los refugiados afganos es equivalente a 0.22 por cada 1.000 personas.

## Crimen
La afluencia de refugiados afganos a Pakistán desde la década de los 80 ha contribuido al aumento de la violencia sectaria, el tráfico de drogas, el terrorismo y el crimen organizado. Según la Ley de ciudadanía de Pakistán de 1951, las personas que emigraron a Pakistán antes del 18 de abril de 1951 (y sus descendientes) son ciudadanos de Pakistán. Aunque la ley estaba dirigida a los colonos Mojayir que llegaron a Pakistán después de la partición de la India en 1947, generalmente incluía a todos los grupos de inmigrantes (incluidos los afganos). Aquellos que inmigraron después de esta fecha deben solicitar la ciudadanía y los documentos de identidad de Pakistán. Se estima que más de 200.000 afganos que llegaron después de 1951 han obtenido la ciudadanía y los documentos de identidad paquistaníes, como las Tarjetas de Identidad Nacional Computarizadas, sin una solicitud formal. En 2015, las autoridades paquistaníes se comprometieron a invalidar los documentos, convirtiendo a los afganos mayores en inmigrantes ilegales. Se descubrió que la Autoridad Nacional de Registro y Base de Datos y los funcionarios de pasaportes, consejos sindicales y activistas políticos habían creado identidades falsas y habían vendido tarjetas de identidad nacionales paquistaníes a migrantes afganos.
Según los informes, miles de afganos estaban en cárceles paquistaníes en mayo de 2011, la mayoría de los cuales fueron arrestados por delitos que iban desde delitos menores hasta no tener una tarjeta de prueba de registro, visa paquistaní o pasaporte afgano. En 2007, 337 ciudadanos afganos "fueron detenidos por viajar ilegalmente a Arabia Saudita para realizar el Hajj con pasaportes paquistaníes falsos. Después de cumplir penas de prisión y pagar multas, fueron puestos en libertad "con la condición de que no vuelvan a entrar ilegalmente en Pakistán". En 2012, 278 ciudadanos afganos fueron arrestados por agencias de inteligencia por poseer documentos paquistaníes falsos. Según el Departamento de Hogar y Asuntos Tribales de Jaiber Pastunjuá "varios refugiados afganos lograron obtener documento de identidad nacional computarizado falsos de diferentes oficinas de la Autoridad Nacional de Base de Datos y Registro, especialmente de Zhob, Loralai, Bhakkar, Muzaffargarh, Thatta y Dera Ismail Khan".  Los funcionarios de Jaiber Pastunjuá dijeron que se tomarían medidas contra los afganos y los paquistaníes que participaron en el fraude. "Hemos dado instrucciones a la Autoridad Nacional de Base de Datos y Registro para que comience a examinar todos los documentos de identidad nacional computarizados emitidos, lo que ayudaría a identificar los documentos falsos", dijo un funcionario del departamento.
Varios afganos fueron arrestados por la Agencia Federal de Investigación en una oficina de pasaportes en Lahore involucrados en la emisión de pasaportes y documentos paquistaníes fraudulentos. Según las fuentes, los inmigrantes afganos podrían pagar entre 150.000 y 200.000 rupias para obtener los documentos de nacionalidad paquistaní.
Se ha debatido la emisión del documento de identidad nacional computarizada a los restantes ciudadanos afganos registrados que residen en Pakistán, muchos de los cuales nacieron dentro de Pakistán. Varios políticos paquistaníes se opusieron a la idea, uno dijo: "Se han quedado más tiempo que el bienvenido, se han esparcido por nuestras ciudades y han tomado nuestros trabajos". El Partido Falah de Pakistán encabezó una protesta en julio de 2016 contra ciudadanos afganos en Haripur.

### Contrabando
El contrabando se convirtió en un negocio importante después del establecimiento de la Línea Durand en 1893, que ahora está controlada por una gran red del crimen organizado en ambos lados de la frontera. Los principales artículos de contrabando desde Afganistán a Pakistán son opio, hachís, heroína, madera, piedras preciosas, cobre, automóviles y productos electrónicos.
El tráfico de drogas y la producción de opio en Afganistán han afectado a Pakistán. Según un informe de 2001, el Emirato Islámico de Afganistán (el gobierno talibán) no ha podido detener el refinado y la exportación de reservas de heroína a través de sus fronteras. El resultado inmediato ha sido el contrabando extenso de drogas hacia Pakistán. Sin embargo, informes recientes indican que el 90 por ciento de la heroína de Afganistán se contrabandea en Asia Central.
Otra forma de contrabando es la trata de personas. Según un informe, los afganos solicitantes de asilo, los iraníes y otros que desean llegar a Malasia pagan hasta US$ 10.000 a los traficantes de personas paquistaníes en Karachi.

### Terrorismo
Según una evaluación del gobierno paquistaní, más del 90 por ciento de los ataques terroristas en Pakistán se remontan a campos de refugiados afganos y varios ciudadanos afganos han sido arrestados por participar en los ataques. Los militantes afganos a veces entran en las regiones fronterizas de Pakistán en busca de refugio. Debido a la porosa frontera de Pakistán con Afganistán, es difícil para las autoridades locales y las agencias de seguridad rastrear el movimiento de militantes afganos hacia el país. En 2003, 246 talibanes fueron arrestados en un hospital de Quetta después de haber sido heridos en Afganistán: "Cuarenta y siete de los elementos afganos arrestados han sido entregados al gobierno afgano, mientras que el aparato de seguridad paquistaní investiga a los demás detenidos". Después de la invasión soviética de Afganistán a finales de los 70, el gobierno de Pakistán bajo el mando de Muhammad Zia-ul-Haq (junto con los Estados Unidos y Arabia Saudita) apoyó a las fuerzas Muyahidín afganas con armas para luchar contra el gobierno afgano respaldado por los soviéticos. Se considera que la Operación Ciclón contribuyó al inicio de actividades militantes en las zonas tribales de Pakistán.
Los ataques con aviones no tripulados estadounidenses en Pakistán a menudo tienen como objetivo a miembros de grupos militantes (la Red Haqqani, Hezb-e-Islami,  talibanes, Al Qaeda, los chechenos y el Movimiento Islámico de Uzbekistán) que se esconden en las áreas tribales fronterizas de Pakistán, cerca de los campos de refugiados afganos. Las autoridades paquistaníes han acusado a varios refugiados afganos de actividades relacionadas con el terrorismo en Pakistán. Los ataques a la academia de policía de Lahore en 2009, atribuidos a los grupos militantes paquistaníes (Fedayeen al-Islam y Tehrik-i-Taliban Pakistán), involucraron a un afgano que recibió una sentencia de 10 años. En los atentados de 2011 de Dera Ghazi Khan, un adolescente afgano (Fida Hussain) de las zonas tribales fue arrestado como sospechoso. Un grupo de militantes estuvo involucrado en el ataque de Camp Badaber de 2015. Algunos afganos han sido capturados cuando intentaban reclutar y pasar de contrabando a personas para la militancia en Afganistán.
Sobre la actividad de los talibanes en Pakistán, el ministro del Interior, Rehman Malik, dijo que Pakistán dejó de emitir visados de visita a algunos ciudadanos afganos y aumentó la vigilancia del movimiento ilegal de refugiados para frenar la inmigración ilegal y mantener el orden público:

Pakistán ha albergado durante mucho tiempo a refugiados afganos [pero ahora están actuando] contra Pakistán. Los ciudadanos (afganos) no podrán realizar actividades delictivas (aquí). Habrá una restricción completa sobre el movimiento de refugiados afganos en Baluchistán y Khyber Pakhtunkhwa. Hemos dado un plazo de un mes a los inmigrantes ilegales para que obtengan sus tarjetas de refugiado. De lo contrario, serán arrestados. Pakistán también ha dejado de emitir visados de visita a ciudadanos afganos.
Rehman Malikseptiembre de 2011

Después de la masacre de la escuela de Peshawar de diciembre de 2014, el incidente terrorista más mortífero en la historia de Pakistán (en el que participaron dos militantes afganos), las autoridades paquistaníes tomaron medidas enérgicas contra los asentamientos de refugiados afganos para detener a los inmigrantes ilegales. Al menos 30.000 afganos se fueron a Afganistán, de los cuales cerca de 2.000 fueron deportados por falta de documentación legal. En febrero de 2015, según los informes, más de 1.000 afganos por día regresaban a Afganistán por el cruce de Torkham. En septiembre de 2015, más de 137.000 afganos habían regresado a Afganistán.

## Personalidades destacadas
- Afghan Girl, apareció en la portada de junio de 1985 de National Geographic
- Aqeela Asifi, educadora y ganadora del 2015 Premio Nansen